# Convertendo
Il convertendo è un'opzione per cui chi vanta diritti nei confronti di terzi, può trasformare le quote di debito in una quota equivalente di azioni, ovvero in quote di proprietà del soggetto debitore.
Chi esercita il diritto può essere persona fisica o giuridica e detenere diverse forme di diritti, quali obbligazioni e altri titoli di credito.
Il debitore nei confronti del quale si esercita il diritto è una persona giuridica.